# Бешиште
Бешиште (мкд. Бешиште) је насеље у Северној Македонији, у јужном делу државе. Бешиште припада општини Прилеп.

## Географија
Насеље Бешиште је смештено у јужном делу Северне Македоније, на 15 km од државне границе са Грчком (ка југу). Од најближег већег града, Прилепа, насеље је удаљено 45 km јужно (путем).
Бешиште се налази у средишњем делу високопланинске области Маријово, као једно од најзабаченијих, али и етнички најчистијих делова православног словенског живља на тлу Македоније. Насеље је положено на висоравни изнад клисуре Црне реке на северу. Источно од села издиже планина Козјак, а јужно планина Ниџе. Надморска висина насеља је приближно 920 метара.
Клима у насељу је планинска због знатне надморске висине.

## Становништво
По попису становништва из 2002. године, Бешиште је имало 22 становника. Почетком 20. века ту је живело близу 1000 становника.
Претежно становништво у насељу су етнички Македонци (100%).
Већинска вероисповест у насељу је православље.